# أثمان مدبب الكأسية
أثمان مدبب الكأسية (الاسم العلمي: Ipomoea acutisepala)، نوع من جنس الأثمان وفصيلة المحمودية.